# A1 (Ivoorkust)

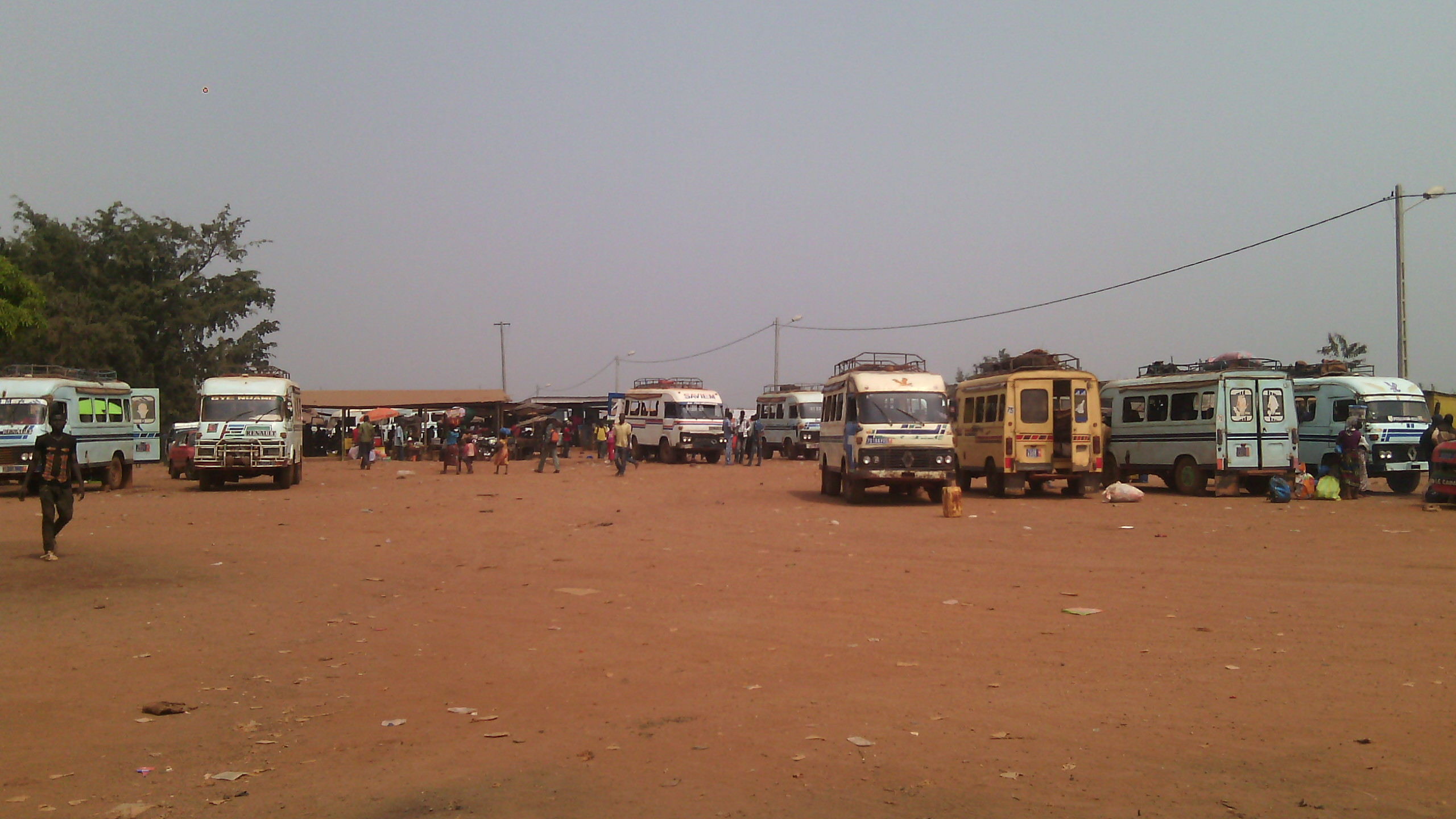
Het busstation van Abengourou

De A1 of Route nationale 1 (A1) is een autoweg in Ivoorkust, die Abidjan in het zuiden verbindt met Ghana.
De A1 loopt vanuit Abidjan, de economische hoofdstad van het land, in noordoostelijke richting, kruist de A4 in Akoupé, loopt door Abengourou en eindigt in de grensplaats Takikroum. In Ghana loopt de weg verder om in het oosten aan te sluiten op de N6 richting hoofdstad Accra.